# Codex Wittekindeus
Le Codex Wittekindeus est un manuscrit enluminé contenant les évangiles, réalisé à l'abbaye de Fulda en Allemagne vers 970-980. Il a longtemps été conservé à l'église d'Enger où selon la légende il aurait  appartenu à Widukind de Saxe qui lui a donné son nom. Il est actuellement conservé à la Bibliothèque d'État de Berlin.

## Historique
L'origine précise du manuscrit. Son style le rapproche du scriptorium de l'abbaye de Fulda dans la Hesse où il pourrait avoir été exécuté dans le dernier quart du Xe siècle. D'autres analyses paléographiques le font dater d'un peu plus tôt au cours du siècle. Il est aussi fortement influencé par le style des manuscrits du groupe d'Ada, un ensemble de manuscrits carolingiens exécutés à l'école de la cour de Charlemagne à Aix-la-Chapelle. Un manuscrit issu de ce groupe mais aujourd'hui disparu pourrait avoir servi de modèle. Pendant longtemps, le manuscrit a appartenu au trésor de l'église d'Enger (actuelle Rhénanie-du-Nord-Westphalie). La légende attribuait la propriété de ce manuscrit à Widukind de Saxe car l'aristocrate saxon est enterré sur place. On disait alors qu'il lui avait été offert par Charlemagne. Cependant, Widukind a vécu un siècle avant la réalisation du codex. Otton Ier du Saint-Empire et sa femme ont fait de nombreux dons à cette même église et pourraient avoir été à l'origine de la commande de ce manuscrit. 
Au début du XIe siècle, une riche reliure est offerte par Engelhard, archevêque de Magdebourg (1052-1063) dont dépendait l'église d'Enger. Au XVe siècle, l'ouvrage est rapatrié dans l'église voisine de la ville de Herford. Il est recensé dans les collections de Frédéric-Guillaume Ier de Brandebourg au milieu du XVIIe siècle qui constitue le fonds originel de la bibliothèque d'État de Berlin.

## Description

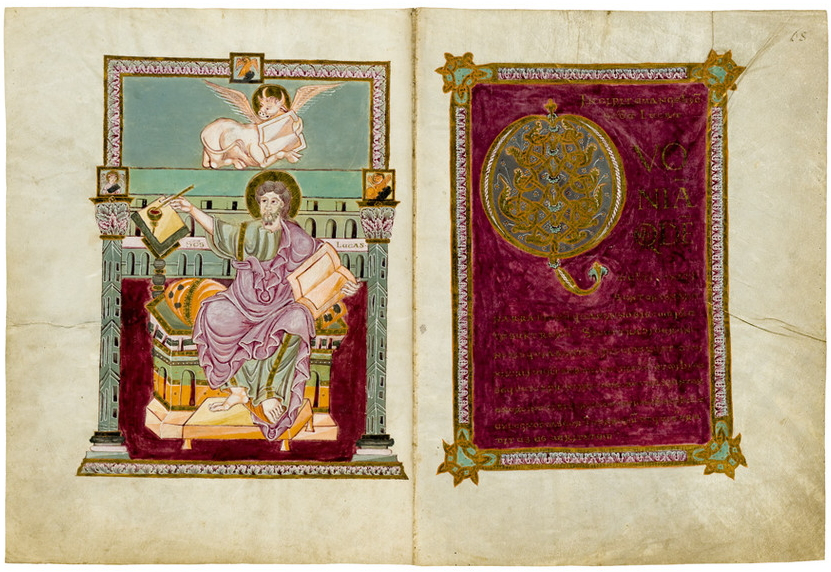
Début de l'évangile de saint Luc et portrait de l'évangéliste.

Le manuscrit contient les évangiles dans leur version de la Vulgate, avec après les prologues habituels de saint Jérome (f.1-6r) puis les canons de concordances (f.6v-14r), l'évangile de Matthieu (f.14v-44r), Marc (f.44v-63r), Luc (f.63v-99) et Jean (f.100-127). L'ouvrage est décoré d'incipits des évangiles écrits à l'or et sur fond pourpre, accompagné en vis-à-vis d'un portrait de chaque évangéliste en pleine page. Il contient en outre 16 pages de canons de concordance décorés de motifs architecturaux. 
Sa couverture est constituée de deux plaques de bois et de cuir. Sur le plat supérieur, sont incrustées quatre plaques en ivoire sculptées à Milan au XIe siècle et représentant des scènes de la vie du Christ(de gauche à droite et de haut en bas) : le Christ donnant la loi divine à saint Pierre ou saint Paul, la résurrection de Lazare, Le Christ nourrissant la multitude et Le Christ enfant étudiant au Temple. 